# Borgarknappur
Borgarknappur és una muntanya situada a l'illa de Suðuroy, a les illes Fèroe. Té una altura de 574 metres. Està situada al centre de l'illa (a l'oest del poble Hov, al sud-est de Fámjin, al sud-oest d'Øravík i al nord de Vágur). El Borgarknappur està envoltat pels cims del Borgin (570 m), a l'oest, i pel Hvannafelli (558 m), al sud. Abans de la construcció de les carreteres els pobles de l'illa es comunicaven per camins que travessaven les muntanyes. Alguns d'aquests camins passaven pel Borgarknappur, per un lloc anomenat Mannaskarð. Moltes de les antigues fites que ajudaven als viatgers a seguir el camí correcte encara existeixen; avui serveixen als excursionistes que volen seguir les velles rutes a prop de la natura. Els camins que passen pel Mannaskarð, prop de Borgarknappur, connecten els pobles d'Øravík, Fámjin, Porkeri, Hov i Vágur.